# Dinguiraye
Dinguiraye   este un oraș  în  partea de nord a Guineei,  în regiunea  Faranah. Este reședința prefecturii omonime.